# Ismedagã II
Ismedagã II (em acádio: miš-me dda-gan; romaniz.: Išme-Dagān) foi um rei do Antigo Império Assírio que reinou por 16 anos, mas cujas datas são incertas. Era membro da dinastia de Belubani e filho do antecessor Samsiadade II. Nenhuma inscrição de seu reinado é conhecida. Sua existência é atestada através de sua menção na Lista Real Assíria na qual se discrimina seu tempo de reinado e que era pai de Samsiadade III e Assurnirari I. A paternidade de Samsiadade III é questionada, no entanto, devido a conflito com outras fontes.